# Casanova auf Schloss Dux
Casanova auf Schloss Dux ist ein Fernsehspiel des Fernsehens der DDR von Martin Eckermann aus dem Jahr 1981, nach der gleichnamigen Komödie von Karl Gassauer.

## Handlung
Die letzten Jahre seines Lebens verbringt Giacomo Casanova auf Schloss Dux in Böhmen, wo er mit Unterstützung des Grafen Joseph Karl von Waldstein, verarmt und weitab von der großen Welt, als Bibliothekar sein Dasein fristet. Das kann ihm aber nicht seine ständig mürrisch-unzufriedene Laune aufbessern, denn er fühlt sich einsam und diversen Angriffen aus seinem Umfeld ausgesetzt. Doch die Zeit nutzt er, um hier seine Lebenserinnerungen aufzuschreiben, die mehrere Bände füllen werden.
Da Casanova bereits seit mehreren Tagen nichts gegessen hat, bringt ihm eine dralle, bejahrte und gutmütige Bedienstete des Grafen einige, in der Schlossküche abgezweigte, Speisen in einem Deckelkorb in sein Zimmer. Es ist Sophie, die im Schloss als Beschließerin für die Wäsche arbeitet und zurzeit nicht viel zu tun hat, da der Graf sich nicht immer hier aufhält. Sie klärt Casanova auf, weshalb ihn sein Umfeld immer ärgert. Es sind die angeberischen Geschichten über seine Reisen und die berühmten Bekannten, was ihm keiner glaubt. Nun schließen beide einen Pakt und Sophie darf ihm jeden Abend etwas zu essen bringen, wenn sie anschließend den Vorlesungen aus seinen niedergeschriebenen Erinnerungen zuhört, wofür sie auch immer etwas geschenkt bekommen soll.
Von jetzt an bringt Sophie jeden Abend etwas zu essen in Casanovas Zimmer und lauscht den amourösen Abenteuern seiner tausend Lieben mit erstaunten Augen in rührend neugieriger Verlegenheit zu, wobei ihr manchmal aber auch vor Müdigkeit die Augen zufallen. Doch bekommt sie, wie versprochen, jeden Abend ein Geschenk und das mitgebrachte Essen wird auch täglich schmackhafter ja, sogar der Wein wird von Tag zu Tag besser. Im Laufe der Zeit entwickeln sich Dialoge über die Liebe und Sophie erzählt von dem Soldaten, mit dem sie vor längerer Zeit mehrmals im Heu war, um zu sündigen. So langsam erkennt Casanova die schöne Frau in ihr und verliebt sich in sie. Sie speisen jetzt öfter gemeinsam und trinken den Wein, während Sophie ihm immer interessiert zuhört. Auch erfüllt es ihn mit Stolz, als er einmal in den dunklen Gängen des Schlosses überfallen wird und erfahren muss, dass als Täter nur ein Verehrer Sophies in Frage kommt, der ihn als Nebenbuhler betrachtet.
Eines Tages kommen die beiden, fein gekleidet, am Abend wieder zum Speisen zusammen. Um Sophie zu zeigen, wie sehr er sie begehrt, liest er ihr aus seinen Aufzeichnungen vom Morgen des gleichen Tages vor, in denen er seine Vorstellungen schildert, wie sie den gemeinsamen Abend verbringen werden. Allein die Gedanken daran erregen ihn so stark, dass er darüber hinscheidet.

## Produktion
Der Autor dieses Fernsehspiels, welches in späteren Jahren noch häufig in Theatern mehrerer Länder aufgeführt wurde, war Karl Gassauer. Er hat in diesem Stück dem letzten Lebensabschnitt Casanovas noch eine mit geschliffenen Dialogen und geistreichen Witz gestaltete Episode hinzugefügt. Die Dramaturgie lag in den Händen von Eva Nahke.
Die Erstausstrahlung der in Farbe geschaffenen Studioaufzeichnung erfolgte am 3. November 1981 im 1. Programm des Fernsehens der DDR.

## Kritik
Mimosa Künzel bemängelte in der Neuen Zeit, dass zwischen den beiden Protagonisten zu wenig spürbare Spannung aufkam. Zudem empfand sie die wenig bewegliche, ja statische Kameraführung, die die Köpfe zu häufig in Großaufnahmen zeigte, als negativ.